# Auderath

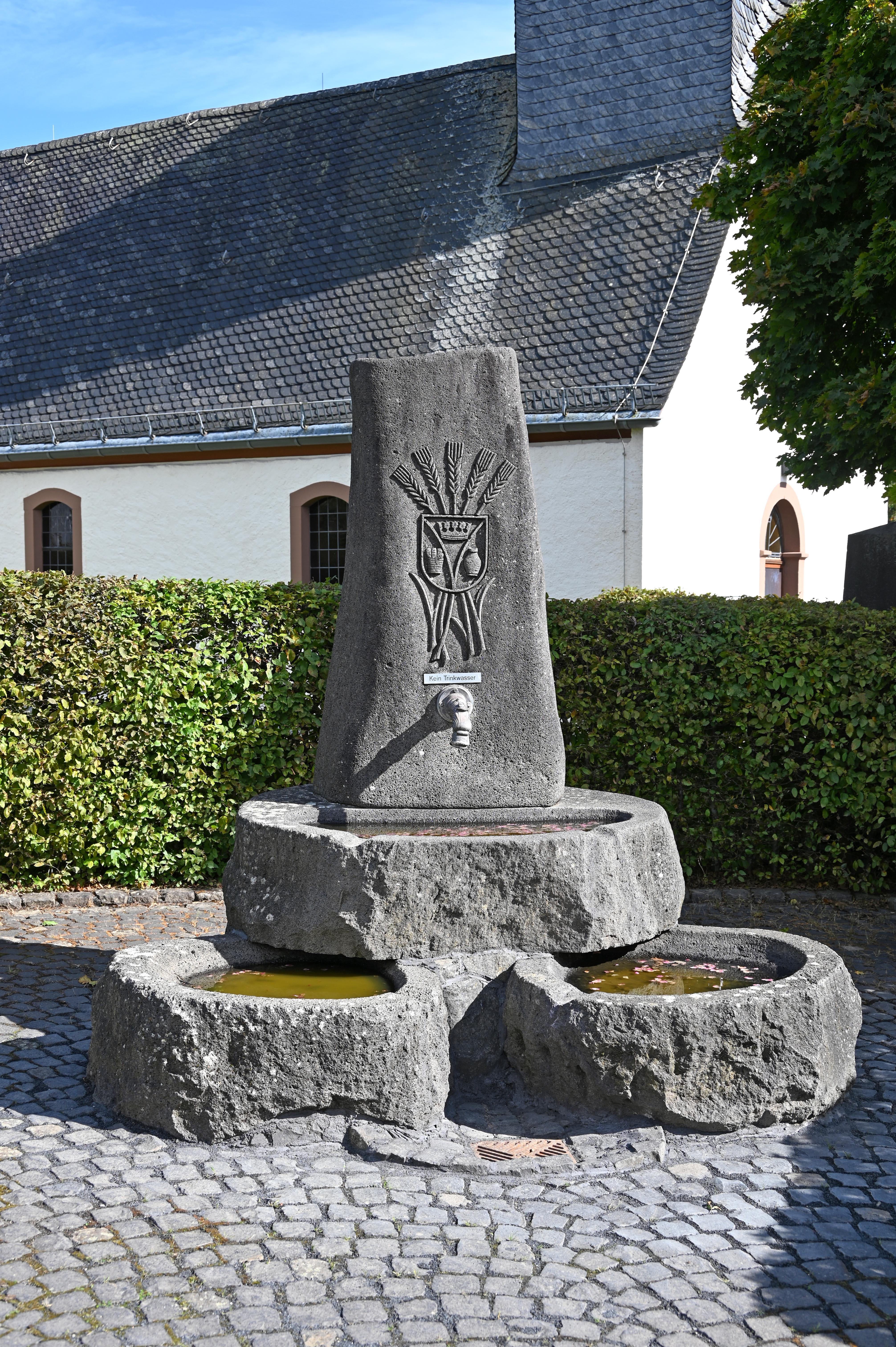
Brunnen mit Ortswappen

Auderath ist eine Ortsgemeinde im Landkreis Cochem-Zell in Rheinland-Pfalz. Sie gehört der Verbandsgemeinde Ulmen an.

## Geographie
Auderath liegt etwa 3 km südöstlich von Ulmen. Nach Alflen und dem Fliegerhorst Büchel in Büchel im Osten sind es 2 km. Im Süden liegen Schmitt und Gillenbeuren, im Südwesten Filz und Wollmerath. Der Ort in der Vulkaneifel liegt zwischen Trier (Entfernung ca. 75 km) und Koblenz (Entfernung ca. 60 km, jeweils Autobahn).
Zu Auderath gehören auch die Wohnplätze Waldfrieden und Wilhelmshöhe.

## Geschichte
Die möglicherweise älteste urkundliche Erwähnung von Auderath stammt aus dem Jahre 1447.
In dieser Urkunde aus dem Trierer Bistumsarchiv ist davon die Rede, dass der Weihbischof Gerhardus von Trier, von 1432 bis 1448 im Amt, am 9. August 1447 in „Udenrait eine Kapelle konsekrierte“ und Ablässe verlieh.
Dass in vor- und frühgeschichtlicher Zeit in der Gemarkung Auderath gesiedelt wurde, bezeugen die in den Jahren 1936 bis 1940 gemachten Ausgrabungen römischer Grabhügel, Mauerreste und Tonscherben im Distrikt „Seitert“ und „Hinterschläf“.
Auderath selbst ist in der hochmittelalterlichen Rodungszeit entstanden. Der zweite Wortteil -rath/ -rait weist darauf hin (rath → Rodung).
Auderath stand unter der Herrschaft von Kurtrier und der Herren von Ulmen. 1573 erlangte Kurtrier endgültig die Landeshoheit. Auderath gehörte zum kurtrierischen Amt Ulmen. Ab 1794 stand Auderath unter französischer Herrschaft. 1815 wurde der Ort auf dem Wiener Kongress dem Königreich Preußen zugeordnet. Unter Preußen gehörte der Ort zur Bürgermeisterei Lutzerath und ab 1816 zum Kreis Cochem. Seit 1946 ist er Teil des damals neu gebildeten Landes Rheinland-Pfalz.

## Politik

### Gemeinderat
Der Gemeinderat in Auderath besteht aus zwölf Ratsmitgliedern, die bei der Kommunalwahl am 9. Juni 2024 in einer Mehrheitswahl gewählt wurden, und dem ehrenamtlichen Ortsbürgermeister als Vorsitzendem. Bei der vorangegangenen Wahl im Jahr 2019 erfolgte noch eine personalisierte Verhältniswahl, da zwei Wählergruppen angetreten waren.

### Bürgermeister
Bernhard Peter wurde am 10. Juli 2024 Ortsbürgermeister von Auderath. Da für die Direktwahl am 9. Juni 2024 kein Wahlvorschlag eingereicht worden war, erfolgte die Neuwahl gemäß rheinland-pfälzischer Gemeindeordnung durch den Rat. Dieser entschied sich einstimmig für Bernhard Peter.
Peters Vorgänger Frank Steimers hatte das Amt am 17. Juni 2019 von Paul Laux übernommen.

### Wappen
| Wappen von Auderath | Blasonierung: „In Grün eine eingeschweifte gestürzte goldene Spitze, darin eine blaue Blattkrone, vorne ein silberner zweihenkliger Korb mit fünf goldenen Broten, hinten eine silberne Urne.“ |
| Wappen von Auderath | Wappenbegründung: Die blaue Blattkrone weist auf Maria als Rosenkranzkönigin und Patronin der Kirchengemeinde Auderath hin. Der silberner Korb mit den goldenen Broten spricht einen sehr alten Brauch an: die alljährliche Ausgabe des Sebastianusbrotes in der Kirche. Die silberne Urne in Grün erinnert an archäologische Ausgrabungen römischer Grabhügel in den Jahren 1936 bis 1940 und damit an die Besiedlung in keltischer und römischer Zeit. Die grünen Felder im Wappen symbolisieren die Entstehung des Ortes in mittelalterlicher Rodungszeit als Gutshof und die bis heute stark vertretene Landwirtschaft. Die Kreisverwaltung im Landkreis Cochem-Zell genehmigte am 5. August 1992 den Wappenentwurf des Heraldikers Alfons Friderichs aus Zell a. d. Mosel: „… Die Verwendung der Figuren Krone, Brotkorb und Urne ist sinnvoll und besonders deshalb begrüßenswert, weil sie selten oder anderwärts gar nicht vorkommt. Dadurch entsteht ein Wappen, das zum unverwechselbaren Kennzeichen der Gemeinde wird.“ |

## Kultur und Sehenswürdigkeiten

### Bauwerke
In Auderath befinden sich einige unter Denkmalschutz stehende Kulturdenkmäler.
- Die Katholische Kirche Maria Rosenkranzkönigin, ein Saalbau von 1734, erweitert 1952; im Inneren beherbergt sie einen Altar aus Kalkstein sowie eine Glocke aus dem Jahre 1481.

Maria Rosenkranzkönigin
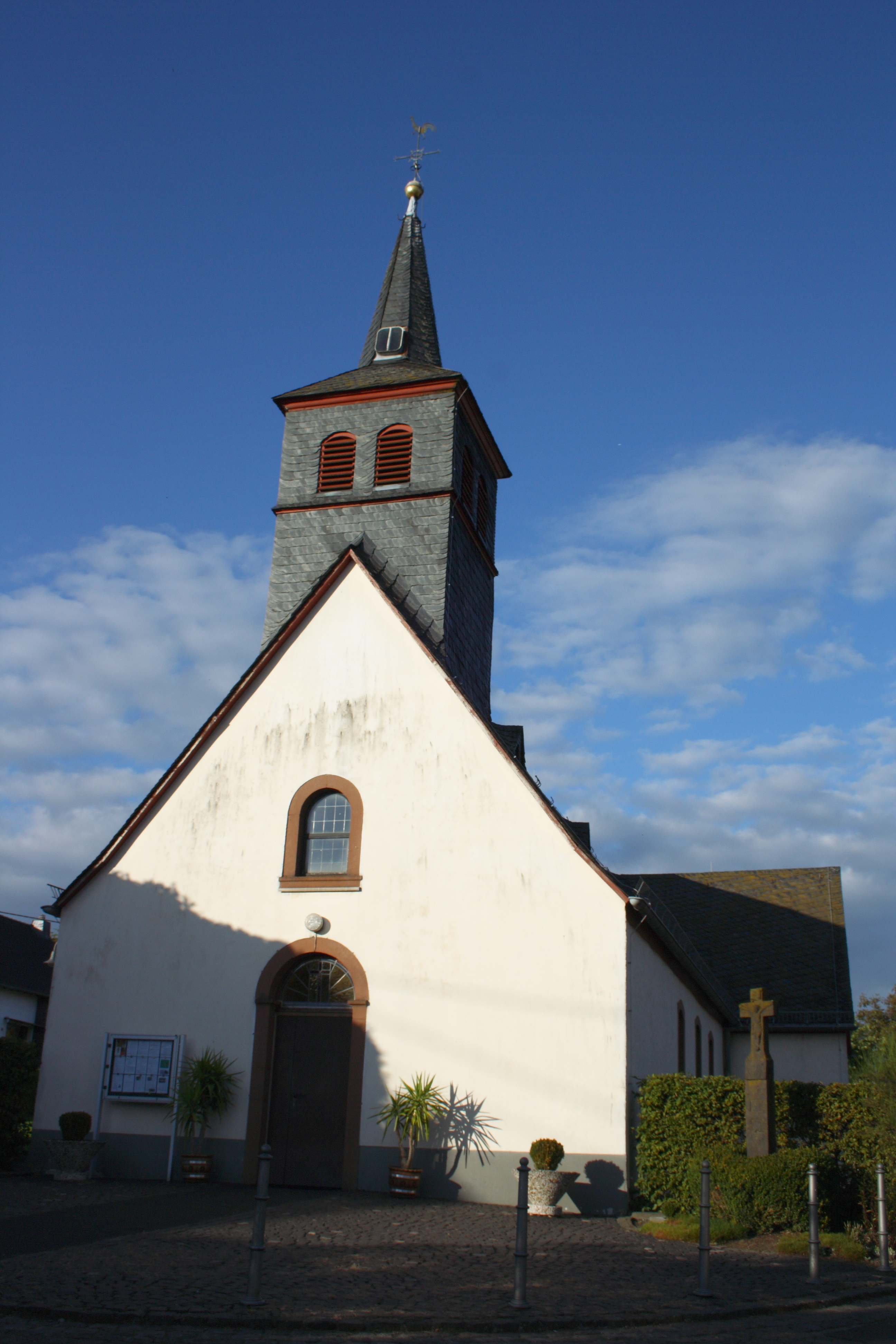
Kirche
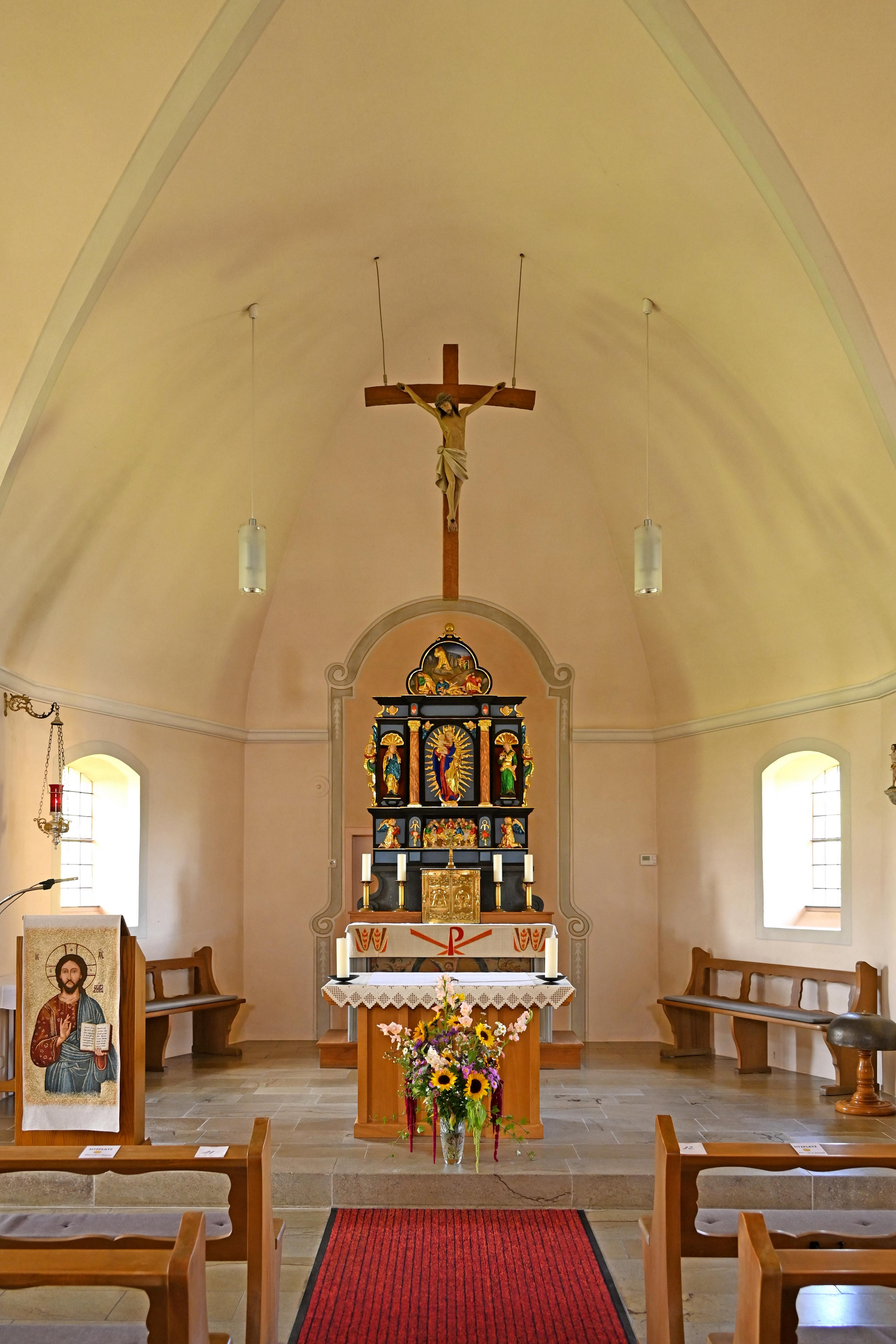
Innenraum
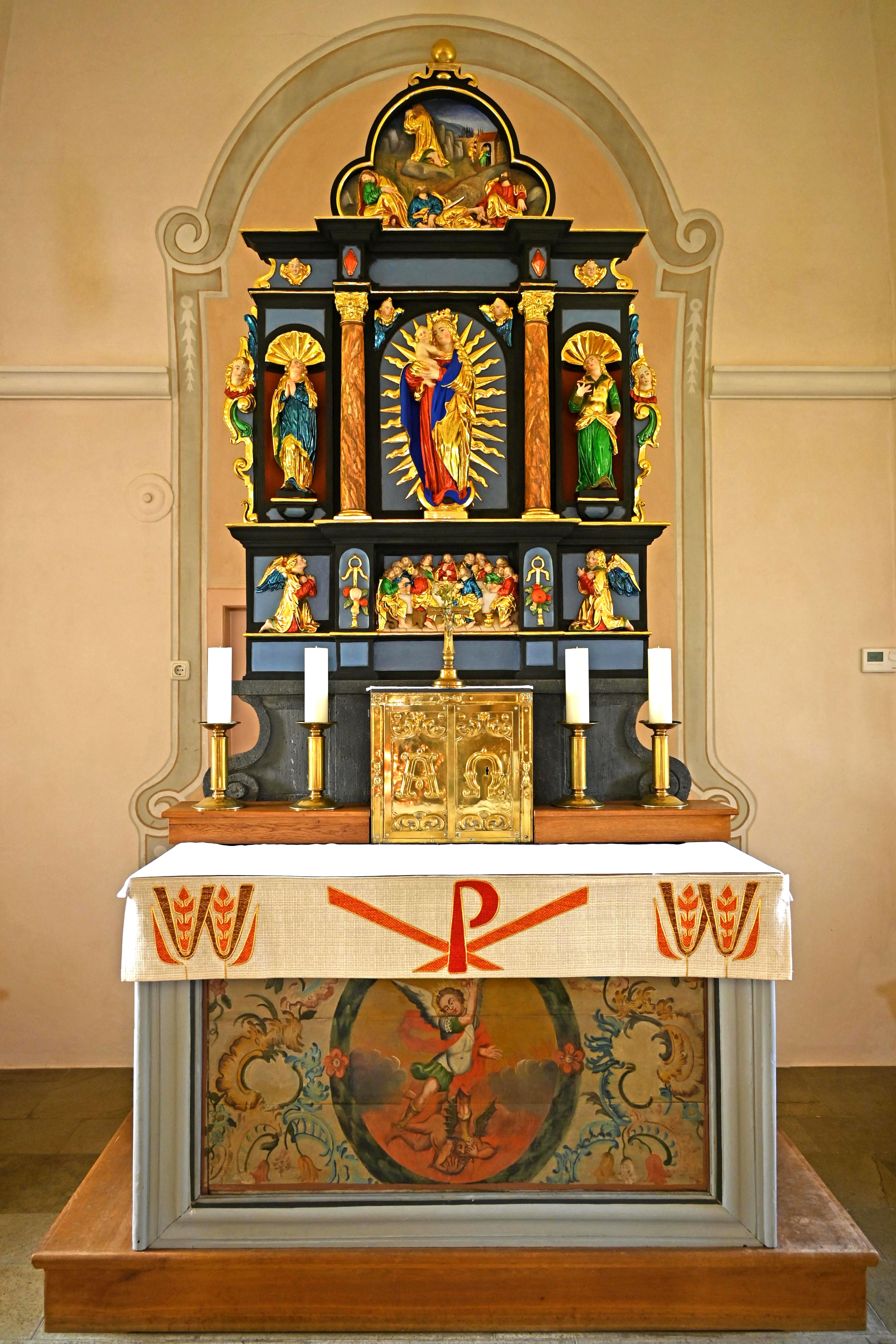
Hochaltar
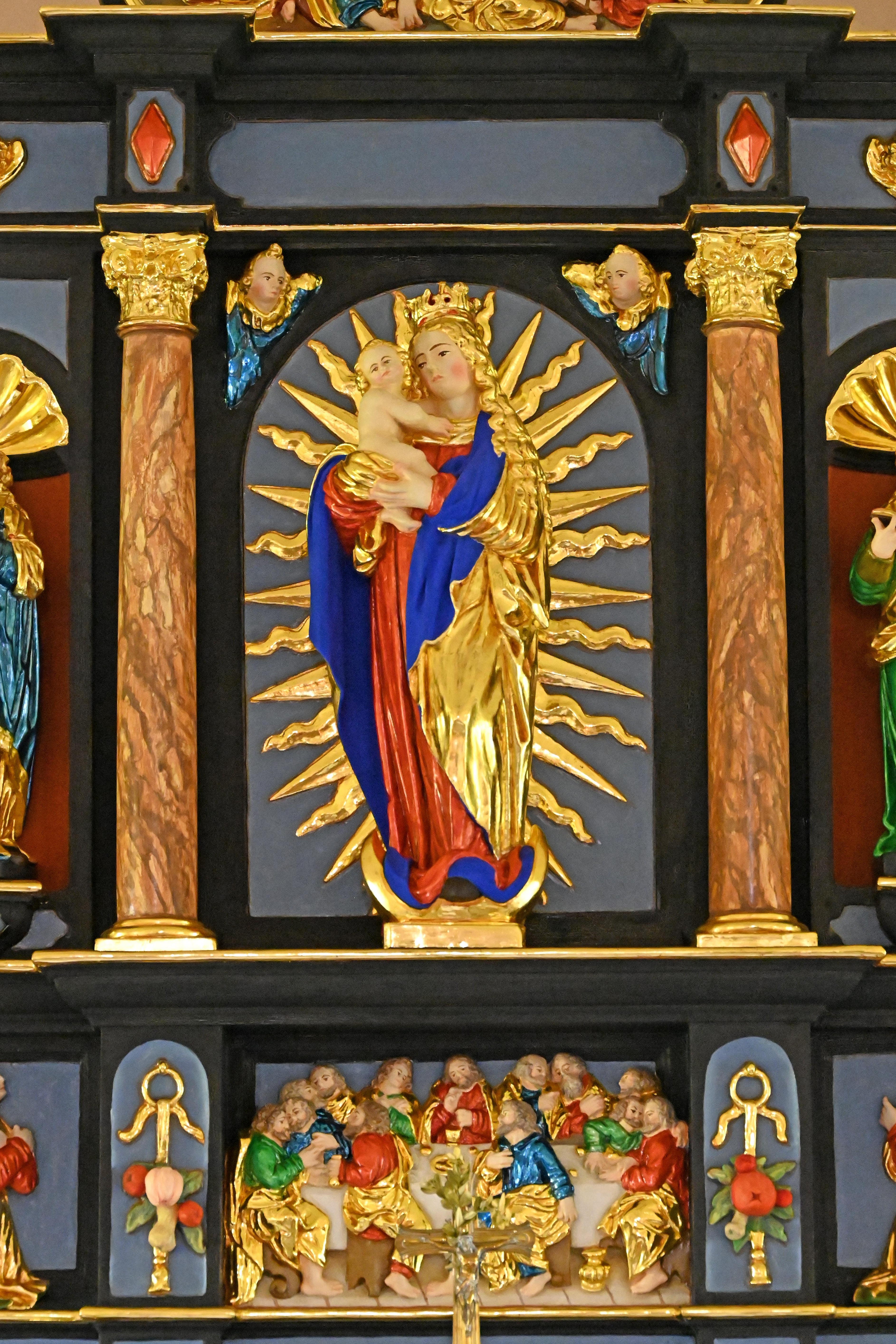
Altarrelief
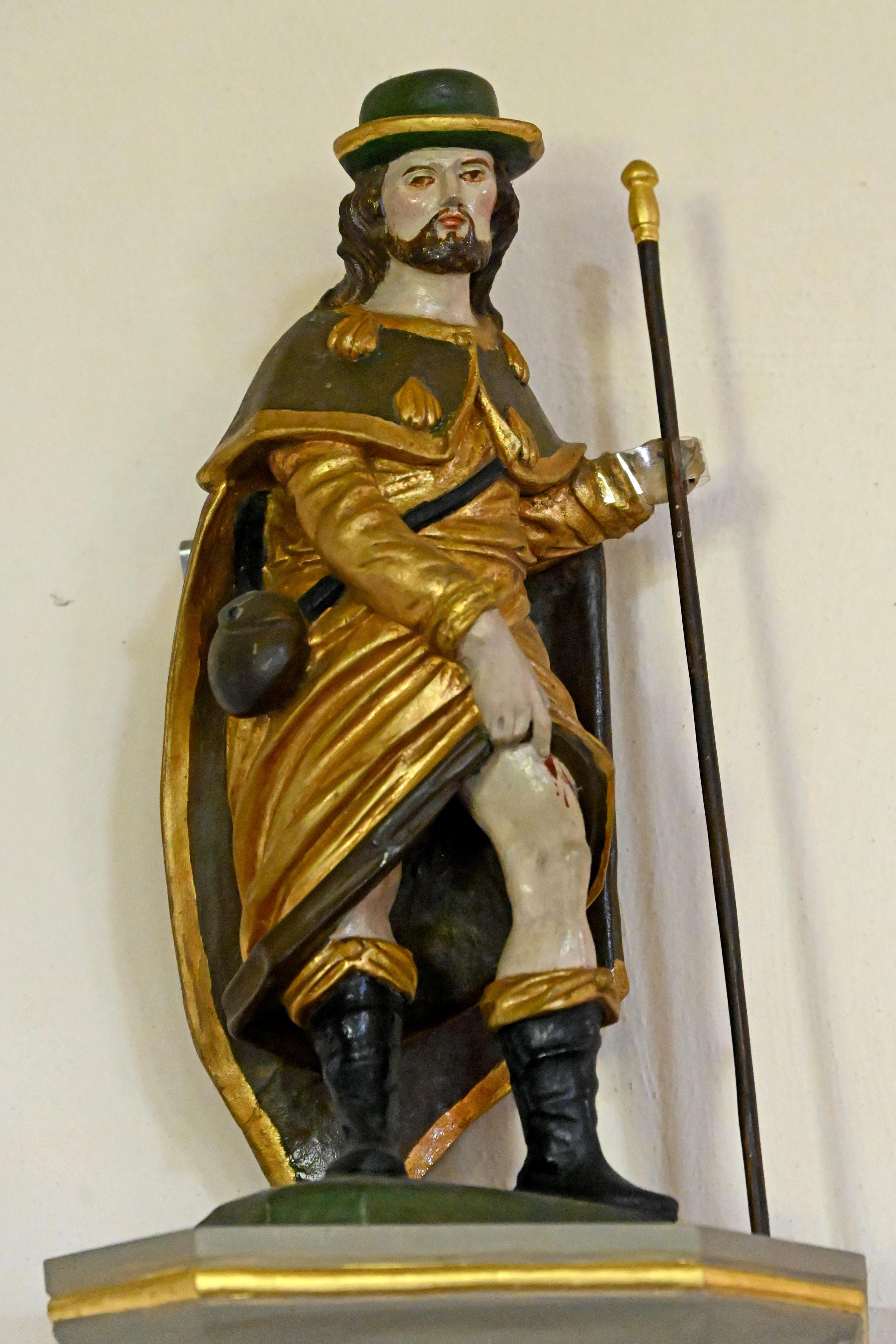
St. Rochus

- Das Pestkreuz steht vor dem Gotteshaus und stammt von 1657.
- Ein Ziehbrunnen mit einem Pyramilialdach aus dem 18. Jahrhundert.
- Etwas außerhalb, in der Gemarkung Waldfrieden, liegt das Kloster St. Josef der Unbeschuhten Karmelitinnen, die dort seit 1953 leben. Der Klosterkomplex stammt aus den 1920er und 1930er Jahren.
- Die Auderather Mühle ist ein Fachwerkbau, teilweise verschiefert (liegt jedoch in der Gemarkung von Ulmen).

Siehe auch:
- Liste der Kulturdenkmäler in Auderath
- Liste der Naturdenkmale in Auderath

### Regelmäßige Veranstaltungen
Alljährlich wird ein Waldfest an der Matteshütte an Pfingsten abgehalten. Die Kirmes findet am 1. Wochenende im Oktober statt.

### Sprache
In Auderath wird ein moselfränkischer Dialekt gesprochen.